# Chionaspis nyssae
Chionaspis nyssae är en insektsart som beskrevs av Comstock 1881. Chionaspis nyssae ingår i släktet Chionaspis och familjen pansarsköldlöss. Inga underarter finns listade i Catalogue of Life.